# Riveroina
Riveroina es un género de foraminífero bentónico de la familia Riveroinidae, de la superfamilia Milioloidea, del suborden Miliolina y del orden Miliolida. Su especie tipo es Riveroina caribaea. Su rango cronoestratigráfico abarca el Holoceno.

## Discusión
Clasificaciones más modernas incluyen Riveroina en la Familia Miliolidae.

## Clasificación
Riveroina incluye a la siguiente especie:
- Riveroina caribaea